# Silvestre de Cruzy de Marcillac
Silvestre de Cruzy de Marcillac, né en 1580 à Cahors dans le Quercy et mort 20 octobre 1659 à Paris, est un évêque français. Il fut en effet évêque de Mende entre 1628 et 1659. L'accession à l'évêché lui a également conféré le titre de comte de Gévaudan, ce titre étant dévolu aux évêques de Mende, depuis l'acte de paréage signé en 1307 par le roi et Guillaume VI Durand.

## Biographie
Originaire du Quercy, il est le fils de Grimond de Cruzy (ou Crusy, Crugy) et de Françoise de Gout (ou de Goth), une arrière-petite-nièce du pape Clément V. Il est d'abord abbé à Souillac puis à Marcilhac (diocèse de Cahors). En 1628, il est nommé évêque de Mende, et consacré le 26 mars 1628, en la cathédrale d'Albi, par l'évêque Alphonse d'Elbène.
Contrairement à ses prédécesseurs immédiats, il visite l'ensemble de son diocèse. Puis il consacre une grande partie de son épiscopat à rebâtir le château de Chanac, résidence de l'évêque, qui avait souffert des affres des guerres de Religion.
Ente 1645 et 1660, la ville de Mende est le théâtre de querelles entre deux factions rivales : les Marmaux et les Catharinaux, tous membres des consuls ou de la bourgeoisie, mais n'ayant pas le même avis sur l'importance du pouvoir épiscopal, les seconds y étant opposés. L'évêque Marcillac est d'ailleurs la cible d'un attentat alors qu'il officiait en la cathédrale de Mende en 1645 (il n'est finalement pas touché). À la suite de plusieurs procès, c'est non sans mal que le royaume redonna à l'épiscopat son pouvoir ancestral, le consul restant sous sa coupe.
Il meurt à Paris le 20 octobre 1659.

### Sources archivistiques
Les Archives nationales de France conservent sous la cote MC/ET/CXXII/1015 l’inventaire des papiers et prisés du mobilier déposés rue du Bouloi, de Silvestre de Cruzy de Marcillac, dressé en 1660 par Jean Munyn, huissier sergent à verge juré priseur, vendeur de biens meublés (pièce numéro 13).